# Laweyan (Sumberasih)
Laweyan is een bestuurslaag in het regentschap Probolinggo van de provincie Oost-Java, Indonesië. Laweyan telt 4472 inwoners (volkstelling 2010).